# Sola ruinkirke

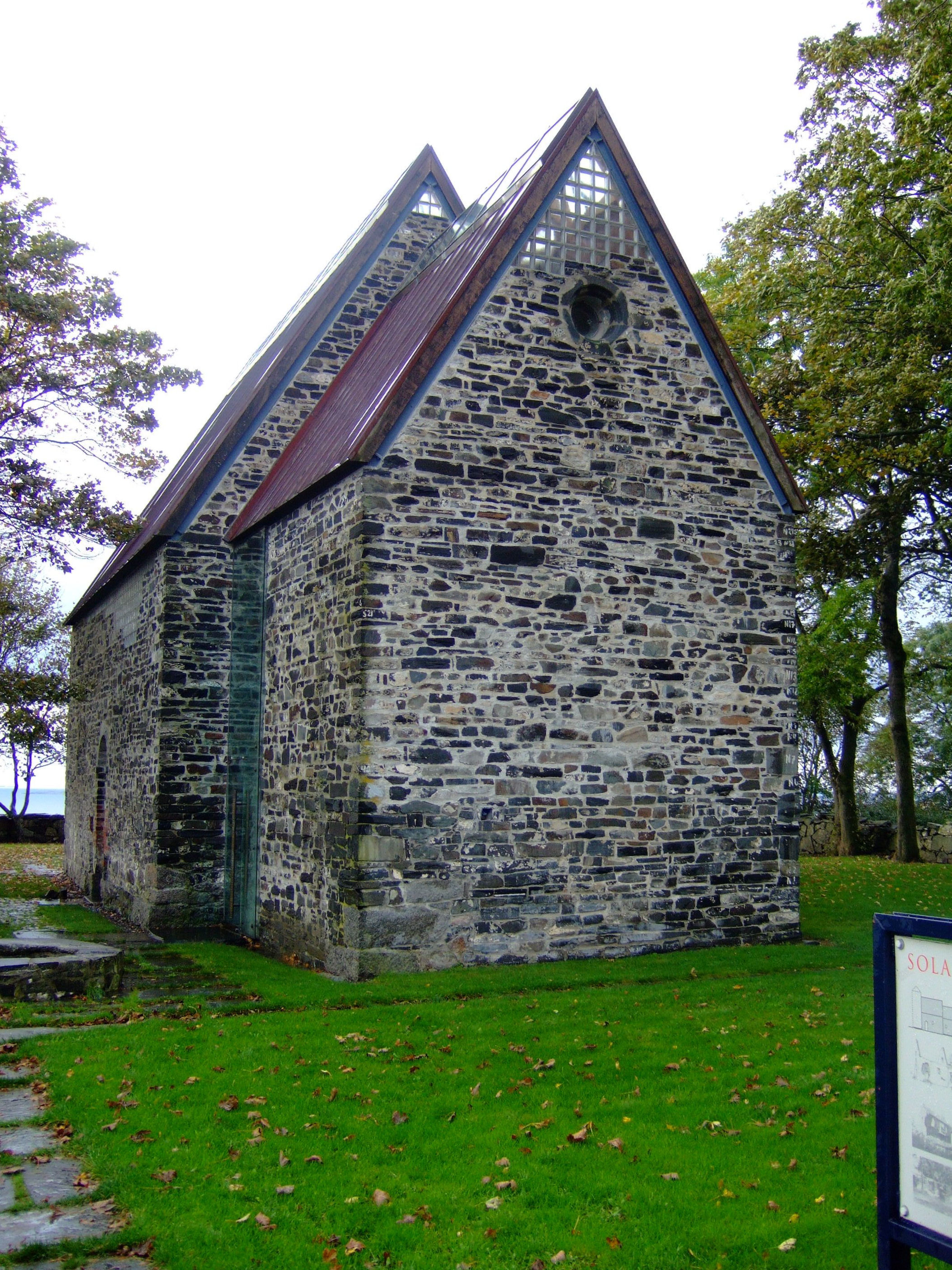
Sola ruinkirke

Sola ruinkirke est une ancienne église de Sola dans le comté de Rogaland en Norvège.

## Histoire
Construite en pierre vers 1150 , elle a été utilisée jusqu'à 1842 puis a commencé à se dégrader. Le peintre Johan Jacob Bennetter achete le jardin de l'église en 1871 et en fait son atelier et sa résidence. En 1907, sa famille s'installe dans une nouvelle maison construite dans le jardin. Le sous-sol de cette maison est conservé comme un cratère au sud-ouest du jardin de l'église.
L'ensemble est détruit en 1940. En 1982, le Riksantikvaren (no), en coopération avec la municipalité de Sola, commence un travail de nettoyage et de restauration qui est complété par des recherches archéologiques dans le jardin de l'église en 1986. Le travail de restauration de l'église est achevé entre 1992 et 1995.
De l'église originale, quelques pierres sont conservées au Musée de Bergen.
Chaque année, généralement le 24 octobre, lors de la journée des Nations unies, le maire ou l'adjoint au maire de la municipalité de Sola remet le Prix des droits de l'homme régional dans l'église.